# Посмертная маска Наполеона

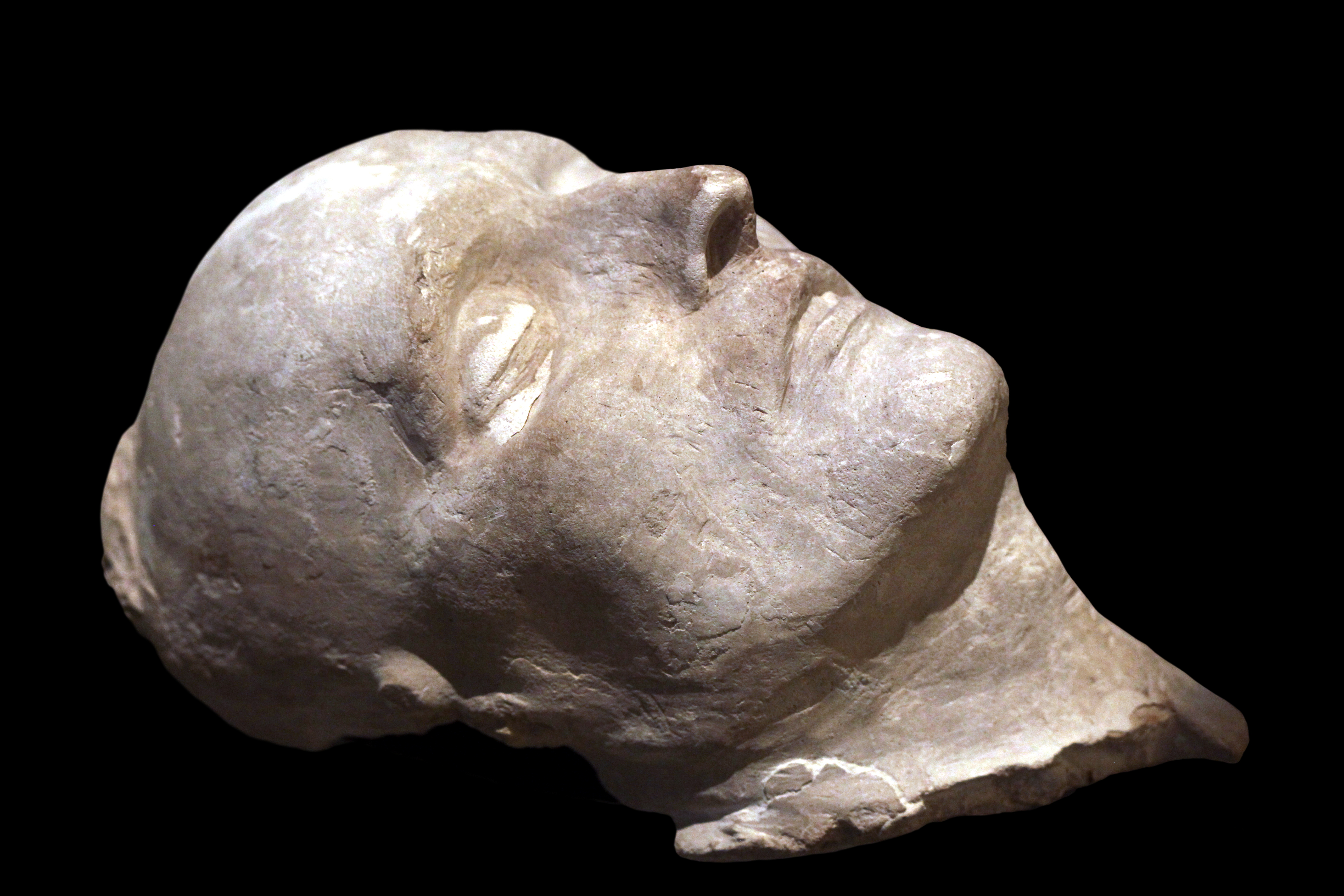
Посмертная маска Наполеона. Франсуа Карло Антоммарки, музей Армии, Париж.

Во времена Наполеона Бонапарта было принято создавать посмертные маски недавно умерших известных людей. Смесь воска или гипса осторожно нанесли на лицо Наполеона и удалили после того, как форма затвердела. По этому слепку были отлиты последующие копии. С происхождением и местонахождением оригинальных отпечатков связано множество тайн и противоречий. Известно, что существует всего четыре настоящих бронзовых посмертных маски.

## История
Исходная посмертная маска Наполеона была создана 7 мая 1821 года, через полтора дня после того, как бывший император умер на острове Святой Елены в возрасте 51 года. В последние минуты с ним находились врачи из Франции и Великобритании. Некоторые источники утверждают, что доктор Франсуа Карло Антоммарки (один из нескольких врачей, бывших рядом с Наполеоном) сделал оригинальный «родительский оттиск», который позже был использован для создания бронзовых и гипсовых копий. Другие записи, однако, показывают, что доктор Фрэнсис Бертон, хирург 66-го полка британской армии, находящегося на острове Святой Елены, руководил вскрытием императора, и во время этой процедуры сделал оригинальный оттиск. Антоммарки получил от своих британских коллег вторичную гипсовую форму с оригинального оттиска Бертона. Сообщается, что с помощью этого слепка второго поколения Антоммарки во Франции изготовил копии посмертной маски в гипсе и бронзе.
Ещё одно утверждение относительно происхождения посмертной маски и её копий заключается в том, что мадам Бертран, служанка Наполеона на острове Св. Елены, якобы украла часть оригинального гипсового оттиска, оставив Бертону только уши и затылок. Впоследствии британский врач подал в суд на Бертран с требованием вернуть оттиск, но не смог добиться этого в суде. Год спустя мадам Бертран подарила Антоммарки копию маски, с которой он сделал несколько копий. Одну из них он отправил лорду Бургхершу, британскому представителю во Флоренции, с просьбой передать его великому скульптору Канове. Поскольку Канова умер, не успев использовать маску, она осталась у Бургхерша. Версия, хранящаяся в Национальных музеях Ливерпуля, отлитая Э. Кеснелем, считается слепком с этой маски.

## Местонахождение известных экземпляров маски
В 1834 году доктор Антоммарки отправился в Соединённые Штаты, посетил Новый Орлеан и подарил этому городу бронзовую копию маски. Во время волнений, сопровождавших Гражданскую войну, маска была утеряна. В 1866 году бывший городской казначей заметил маску, когда её вывозили на свалку в повозке с мусором. Вместо того, чтобы вернуть маску городу, казначей забрал маску домой и выставил её там на обозрение. Со временем посмертная маска Наполеона оказалась в доме капитана Уильяма Грина Рауля, президента Мексиканской национальной железной дороги, в Атланте. Наконец, в 1909 году посмертная маска Наполеона вернулась в Новый Орлеан. Капитан Рауль прочитал газетную статью о пропавшей маске и написал мэру о её местонахождении. В обмен на соответствующее признание Рауль согласился подарить посмертную маску Новому Орлеану. В том же году мэр передал маску Государственному музею Луизианы.
Антоммарки также подарил раскрашенную гипсовую копию своему коллеге из Нового Орлеана доктору Эдвину Смиту. После смерти доктора Смита гипсовая маска была передана семье капитана Фрэнсиса Брайана, жителя Сент-Луиса, штат Миссури. В 1894 году Брайан подарил эту маску своей альма-матер, Университету Северной Каролины в Чапел-Хилл. В первые годы нахождения в Чапел-Хилле гипсовая маска Наполеона стояла как диковинка на столе в кабинете президента УСК Джорджа Т. Уинстона. Позже маска была передана в университетскую библиотеку, и в конечном итоге она попала в коллекцию Северной Каролины. Сегодня маска находится в очень хорошем состоянии. Единственное видимое повреждение — скол над верхней губой императора. Это повреждение произошло в 1907 году, когда университетский уборщик уронил маску, вытирая её. На обратной стороне маски есть рукописная надпись: «Голова Нап…на доктора Эдвина Б. Смита» и «Подарено доктору Смиту доктором Н(аполеона) Ант[оммарки]». Внизу маски также написано «Tête d’Armée» («Глава армии»); это были, по некоторым данным, последние слова, произнесённые Наполеоном.
Доктор Антоммарки переехал на Кубу в 1838 году. Там он жил на кофейной плантации своего кузена и сблизился с генералом Хуаном де Мойя. Перед смертью доктор Антоммарки сделал генералу Мойе посмертную маску из своего слепка. Считается, что маска до сих пор находится в музее Сантьяго-де-Куба, провинция Ориенте, где было много французских иммигрантов, основавших кофейные плантации высоко в горах Сьерра-Маэстра.
Бронзовая посмертная маска находится в коллекции Оклендской художественной галереи; она была подарена сэром Джорджем Греем, а её создание приписывается Антоммарки.
Ещё одна посмертная маска, ранее принадлежавшая Джону Кодману Роупсу, теперь находится в вестибюле библиотеки Бостонского университета.